# Ocyptamus crypticus
Ocyptamus crypticus är en tvåvingeart som först beskrevs av Hull 1942.  Ocyptamus crypticus ingår i släktet Ocyptamus och familjen blomflugor.
Artens utbredningsområde är Paraguay. Inga underarter finns listade i Catalogue of Life.